# Eccellenza Umbria 2024-2025
Il campionato italiano di calcio di Eccellenza regionale 2024-2025 è il trentaquattresimo organizzato in Italia. Rappresenta il quinto livello del calcio italiano ed il maggiore in ambito regionale.
Questo è il girone unico organizzato dal Comitato Regionale dell'Umbria.

## Stagione

### Aggiornamenti
Trasferimento di titolo sportivo:
- da Branca (Eccellenza Umbria) a Umbertide Agape (Prima Categoria Umbria girone A).[2]

### Regolamento
Obbligo minimo di impiego di calciatori in relazione all'età.
- 1 nato dall’1.1.2004 in poi
- 1 nato dall’1.1.2005 in poi
- 1 nato dall’1.1.2006 in poi

Prospetto riepilogativo promozioni-retrocessioni Eccellenza Umbria 2024-2025.
| MECCANISMO PROMOZIONI-RETROCESSIONI 2024-2025 |                                                                     |                                                                    |                                                                    |                                                         |
| Società umbre retrocesse dalla Serie D        | Nessuna                                                             | Una                                                                | Due                                                                | Tre                                                     |
| Promosse in Serie D                           | La 1ª classificata                                                  | La 1ª classificata                                                 | La 1ª classificata                                                 | La 1ª classificata                                      |
| Retrocesse dall'Eccellenza                    | L’ultima classificata Altre due squadre dopo i play out             | L’ultima classificata Altre due squadre dopo i play out            | L’ultima classificata Altre tre squadre dopo i play out            | L’ultima classificata Altre tre squadre dopo i play out |
| Retrocesse dall'Eccellenza                    | 3 retrocessioni                                                     | 3 retrocessioni                                                    | 4 retrocessioni                                                    | 4 retrocessioni                                         |
| Promosse dalla Promozione                     | Le 1º classificate dei due gironi Altre due squadre dopo i play off | Le 1º classificate dei due gironi Un’altra squadra dopo i play off | Le 1º classificate dei due gironi Un’altra squadra dopo i play off | Le 1º classificate dei due gironi                       |
| Promosse dalla Promozione                     | 4 promozioni                                                        | 3 promozioni                                                       | 3 promozioni                                                       | 2 promozioni                                            |

## Squadre partecipanti
| Club                                | Città                                                                      | Stadio                                                | Stagione precedente                                     |
| ----------------------------------- | -------------------------------------------------------------------------- | ----------------------------------------------------- | ------------------------------------------------------- |
| A.S.D. Angelana 1930                | Santa Maria degli Angeli di Assisi (PG)                                    | Stadio Giuseppe Migaghelli                            | 8º posto in Eccellenza Umbria                           |
| A.S.D. Atletico B.M.G.              | Bastardo di Giano dell'Umbria (PG) Gualdo Cattaneo (PG) Massa Martana (PG) | Stadio Dante Bussotti (Marcellano di Gualdo Cattaneo) | 4º posto in Eccellenza Umbria                           |
| A.C.D. Bastia 1924                  | Bastia Umbra (PG)                                                          | Stadio Carlo Degli Esposti                            | 1º posto in Promozione Umbria/B, promosso               |
| A.S.D. Cannara                      | Cannara (PG)                                                               | Stadio Alberto Spoletini                              | 4º posto in Promozione Umbria/B, promosso dopo play off |
| A.S.D. Castiglione del Lago         | Castiglione del Lago (PG)                                                  | Stadio Roberto Giommoni                               | 5º posto in Eccellenza Umbria                           |
| AC Città di Castello SSDARL         | Città di Castello (PG)                                                     | Stadio Corrado Bernicchi                              | 12º posto in Eccellenza Umbria, salvo dopo il play out  |
| A.S.D. Ellera Calcio                | Ellera di Corciano (PG)                                                    | Stadio Gianfranco Fioroni                             | 3º posto in Eccellenza Umbria                           |
| A.S.D. Narnese Calcio               | Narni (TR)                                                                 | Stadio Moreno Gubbiotti (sintetico)                   | 9º posto in Eccellenza Umbria                           |
| A.S.D. Olympia Thyrus San Valentino | Terni                                                                      | Stadio Ovidio Laureti (sintetico)                     | 13º posto in Eccellenza Umbria, salvo dopo il play out  |
| A.S.D. Pierantonio Sport            | Pierantonio di Umbertide (PG)                                              | Stadio Alessio Marinelli                              | 7º posto in Eccellenza Umbria                           |
| A.S.D. Pol. Pietralunghese          | Pietralunga (PG)                                                           | Stadio Vincenzo Martinelli                            | 1º posto in Promozione Umbria/A, promossa               |
| A.S.D. Pontevalleceppi              | Ponte Valleceppi di Perugia                                                | Stadio Giuliano Borgioni (sintetico)                  | 6º posto in Eccellenza Umbria                           |
| A.S.D. Tavernelle Calcio            | Tavernelle di Panicale (PG)                                                | Stadio Angelo Moratti                                 | 10º posto in Eccellenza Umbria                          |
| A.S.D. Terni Football Club          | Terni                                                                      | Stadio Orlando Strinati (sintetico)                   | 2º posto in Eccellenza Umbria                           |
| A.S.D. F.C. Umbertide Agape         | Umbertide (PG)                                                             | Stadio Rodolfo Morandi                                | 2º posto in Prima Categoria Umbria Umbria/A             |
| SSDSRL Vivi Altotevere Sansepolcro  | Sansepolcro (AR)                                                           | Stadio Buitoni                                        | 15º posto in Serie D/E, retrocesso                      |

## Classifica finale
|  | Pos. | Squadra                      | Pt | G  | V  | N  | P  | GF | GS  | DR   |
|  | ---- | ---------------------------- | -- | -- | -- | -- | -- | -- | --- | ---- |
|  | 1.   | Vivi Altotevere Sansepolcro  | 57 | 30 | 15 | 12 | 3  | 48 | 25  | +23  |
|  | 2.   | Cannara                      | 54 | 30 | 15 | 9  | 6  | 55 | 27  | +28  |
|  | 3.   | Narnese                      | 54 | 30 | 14 | 12 | 4  | 46 | 21  | +25  |
|  | 4.   | Angelana                     | 53 | 30 | 15 | 8  | 7  | 44 | 27  | +17  |
|  | 5.   | Ellera                       | 51 | 30 | 13 | 12 | 5  | 56 | 36  | +20  |
|  | 6.   | Olympia Thyrus San Valentino | 50 | 30 | 14 | 8  | 8  | 53 | 48  | +5   |
|  | 7.   | Pierantonio                  | 49 | 30 | 13 | 10 | 7  | 38 | 26  | +12  |
|  | 8.   | Pietralunghese               | 47 | 30 | 13 | 8  | 9  | 46 | 32  | +14  |
|  | 9.   | Atletico B.M.G.              | 43 | 30 | 11 | 10 | 9  | 42 | 31  | +11  |
|  | 10.  | Terni Football Club          | 38 | 30 | 10 | 8  | 12 | 48 | 42  | +6   |
|  | 11.  | Tavernelle                   | 33 | 30 | 8  | 9  | 13 | 36 | 40  | -4   |
|  | 12.  | Bastia                       | 33 | 30 | 7  | 12 | 11 | 30 | 33  | -3   |
|  | 13.  | Pontevalleceppi              | 33 | 30 | 8  | 9  | 13 | 28 | 38  | -10  |
|  | 14.  | Umbertide Agape              | 24 | 30 | 5  | 9  | 16 | 20 | 38  | -18  |
|  | 15.  | Castiglione del Lago         | 22 | 30 | 5  | 7  | 18 | 22 | 48  | -26  |
|  | 16.  | Città di Castello (-3)       | 3  | 30 | 1  | 3  | 26 | 11 | 111 | -100 |

Legenda:

      Promossa in Serie D 2025-2026.
      Ammessa ai play-off nazionali.
 Ammesse ai play-off o ai play-out.
      Retrocessa in Promozione Umbria 2025-2026.
Regolamento:

Tre punti a vittoria, uno a pareggio, zero a sconfitta.
In caso di pari merito per assegnare il 1º posto (promozione diretta) ed il 16º posto (retrocessione diretta) viene disputata una gara di spareggio in campo neutro.
In caso di arrivo di due o più squadre a pari punti, la graduatoria verrà stilata secondo la classifica avulsa tra le squadre interessate, che prevede in ordine i seguenti criteri: 
- Punti negli scontri diretti
- Differenza reti negli scontri diretti
- Differenza reti generale
- Reti realizzate in generale
- Sorteggio

Nei play off e nei play out vige il criterio dei 9 punti di distacco, soglia al di sopra della quale, la sfida non viene disputata e la squadra meglio classificata, a seconda dei casi, o accede alla fase successiva oppure ottiene la salvezza.
Note:

Il Cannara è stato promosso dopo i play off nazionali.
Pontevalleceppi costretto a disputare i play out per peggior classifica avulsa rispetto a Tavernelle e Bastia, con le quali aveva terminato il campionato a pari punti.
Il Città di Castello è stato sanzionato con 3 punti di penalizzazione.

## Risultati

### Tabellone
Ogni riga indica i risultati casalinghi della squadra segnata a inizio della riga, contro le squadre segnate colonna per colonna (che invece avranno giocato l'incontro in trasferta). Al contrario, leggendo la colonna di una squadra si avranno i risultati ottenuti dalla stessa in trasferta, contro le squadre segnate in ogni riga, che invece avranno giocato l'incontro in casa.
|                      | ANG  | ATL  | BAS  | CAN  | CAS  | CDC  | ELL  | NAR  | OLY  | PIE  | PTL  | PVC  | TAV  | TER  | UMB  | VAS  |
| -------------------- | ---- | ---- | ---- | ---- | ---- | ---- | ---- | ---- | ---- | ---- | ---- | ---- | ---- | ---- | ---- | ---- |
| Angelana             | –––– | 1-0  | 0-0  | 3-1  | 1-0  | 3-1  | 1-2  | 1-0  | 1-1  | 1-1  | 2-1  | 4-0  | 4-1  | 1-2  | 1-0  | 2-2  |
| Atletico BMG         | 0-0  | –––– | 1-1  | 2-0  | 1-0  | 7-1  | 1-1  | 1-1  | 4-1  | 2-3  | 1-1  | 2-2  | 1-0  | 1-2  | 2-1  | 1-0  |
| Bastia               | 0-2  | 0-0  | –––– | 2-0  | 1-2  | 1-0  | 3-0  | 1-1  | 1-3  | 0-0  | 0-2  | 3-1  | 1-1  | 2-1  | 0-0  | 1-2  |
| Cannara              | 2-0  | 1-1  | 2-2  | –––– | 2-0  | 12-0 | 2-1  | 0-0  | 2-0  | 1-0  | 2-0  | 1-1  | 1-2  | 1-2  | 2-0  | 1-2  |
| Castiglione del Lago | 0-1  | 0-2  | 1-3  | 1-1  | –––– | 1-0  | 0-1  | 1-3  | 3-3  | 1-3  | 1-4  | 0-1  | 1-1  | 1-0  | 1-1  | 0-0  |
| Città di Castello    | 0-4  | 1-2  | 2-1  | 1-2  | 1-3  | –––– | 0-4  | 0-3  | 0-3  | 0-4  | 0-6  | 1-1  | 0-6  | 1-1  | 0-3  | 0-6  |
| Ellera               | 3-3  | 1-1  | 1-0  | 1-1  | 0-0  | 4-0  | –––– | 0-1  | 5-1  | 4-0  | 2-1  | 3-1  | 3-3  | 3-1  | 1-1  | 1-0  |
| Narnese              | 2-0  | 3-2  | 2-1  | 1-1  | 5-0  | 7-0  | 3-2  | –––– | 0-0  | 1-0  | 1-1  | 1-0  | 2-2  | 1-2  | 1-2  | 0-0  |
| Olympia Thyrus SV    | 1-2  | 3-2  | 2-1  | 3-3  | 4-2  | 2-1  | 5-2  | 2-0  | –––– | 0-1  | 2-1  | 0-3  | 2-1  | 2-1  | 3-1  | 3-3  |
| Pierantonio          | 1-1  | 2-1  | 0-0  | 0-1  | 1-0  | 3-1  | 1-1  | 0-1  | 0-0  | –––– | 0-0  | 1-0  | 1-0  | 2-2  | 2-0  | 1-1  |
| Pietralunghese       | 1-2  | 1-0  | 1-1  | 1-1  | 1-0  | 3-0  | 0-3  | 1-1  | 2-1  | 0-4  | –––– | 4-0  | 3-1  | 2-0  | 2-0  | 1-2  |
| Pontevalleceppi      | 2-1  | 0-1  | 1-0  | 0-3  | 0-0  | 3-0  | 2-2  | 0-1  | 1-1  | 0-0  | 2-0  | –––– | 0-1  | 1-2  | 2-0  | 1-1  |
| Tavernelle           | 0-0  | 0-2  | 1-1  | 1-4  | 2-1  | 4-0  | 1-1  | 1-1  | 0-1  | 0-1  | 0-2  | 3-0  | –––– | 3-0  | 0-0  | 0-2  |
| Terni FC             | 1-2  | 0-0  | 1-2  | 1-2  | 2-0  | 7-0  | 2-3  | 0-0  | 0-1  | 5-2  | 1-1  | 0-0  | 4-0  | –––– | 1-1  | 2-2  |
| Umbertide Agape      | 1-0  | 1-3  | 1-1  | 0-1  | 2-0  | 0-0  | 0-0  | 0-3  | 3-1  | 0-3  | 0-1  | 0-2  | 0-1  | 2-3  | –––– | 0-0  |
| V.A. Sansepolcro     | 1-0  | 1-0  | 2-0  | 1-0  | 1-2  | 5-0  | 1-1  | 0-0  | 2-2  | 2-1  | 2-2  | 2-1  | 1-0  | 3-2  | 1-0  | –––– |

## Spareggi

### Play-off

#### Tabellone
|  | Semifinali | Semifinali    | Semifinali |         |   | Finale        | Finale | Finale |  |
|  |            |               |            |         |   |               |        |        |  |
|  | 2          | Cannara (dts) | 1          |         |   |               |        |        |  |
|  | 2          | Cannara (dts) | 1          |         |   |               |        |        |  |
|  | 5          | Ellera        | 0          |         |   |               |        |        |  |
|  | 5          | Ellera        | 0          |         | 2 | Cannara (dts) | 2      |        |  |
|  |            |               |            |         | 2 | Cannara (dts) | 2      |        |  |
|  |            |               | 3          | Narnese | 1 |               |        |        |  |
|  | 3          | Narnese (dts) | 3          | Narnese | 1 | 1             |        |        |  |
|  | 3          | Narnese (dts) |            |         |   |               |        |        |  |
|  | 4          | Angelana      | 1          |         |   |               |        |        |  |

#### Semifinali
|         | Risultati |          | Luogo e data            |
| ------- | --------- | -------- | ----------------------- |
| Cannara | 1-0 (dts) | Ellera   | Cannara, 11 maggio 2025 |
| Narnese | 1-1 (dts) | Angelana | Narni, 12 maggio 2025   |
|         |           |          |                         |

#### Finale
|         | Risultati |         | Luogo e data            |
| ------- | --------- | ------- | ----------------------- |
| Cannara | 2-1 (dts) | Narnese | Cannara, 18 maggio 2025 |
|         |           |         |                         |

### Play-out
Disputato un solo play-out in quanto il distacco fra quintultima e penultima è stato pari o superiore a 10 punti.
|                 | Risultati |                 | Luogo e data                     |
| --------------- | --------- | --------------- | -------------------------------- |
| Pontevalleceppi | 3-0       | Umbertide Agape | Ponte Valleceppi, 11 maggio 2025 |
|                 |           |                 |                                  |